# 松平賴恕
松平賴恕（日语：／ Matsudaira Yorihiro，1798年8月4日—1842年5月25日），日本江戶時代後期大名，讚岐高松藩第九代藩主。

## 生涯
松平賴恕是常陸水戶藩主德川治紀的第二子，德川齊昭的哥哥。文化十二年（1815年）成為高松藩主松平賴儀的婿養子，並在文政四年（1821年）當養父隱居是繼承家督。他任用東讚出身的久米通賢，為改善一直惡化的藩內財政而開發坂出的東大濱、西大濱，是日本當時最大的鹽田。天保13年（1842年）他去世，虛歲45，以松平賴儀的兒子賴胤作養嗣子繼承高松藩。